# Галерија ликовне уметности поклон збирка Рајка Мамузића
Галерија ликовне уметности поклон збирка Рајка Мамузића основана je 15. децембра 1972. године као самостална установа културе актом Скупштине општине Нови Сад на основу Уговора о поклону колекционара Рајка Мамузића. За јавност је отворена 23. октобра 1974. године.
Галерија се налази у породичној вили изграђеној 1923. године по пројекту архитекте Филипа Шмита. Налази се на углу улица Васе Стајића и Мике Антића, док својим главним улазом је окренута ка Тргу галерија. 
Поклон збирка колекционара и културног радника Рајка Мамузића је легат чији основни фонд представља јединствен преглед српске уметности, настале у првим деценијама после Другог светског рата. У фонду збирке се налазе дела 35 уметника прве послератне генерације, са акцентом на уметност Задарске, Децембарске, Београдске групе и групе Једанаесторица. 
У тренутку оснивања, збирка је обухватала 438 уметничких дела, слика, скулптура, цртежа, графика и таписерија, а захваљујући каснијим поклонима колекционара, али и уметника и њихових породица, фонд је проширен и обогаћен. Уметници чија су дела сабрана у збирци имали су значајне улоге у нашој савременој уметности – многи су били професори ликовних академија, а седморо чланови САНУ.